# 임피던스 매칭

소스와 부하 회로 임피던스

임피던스 매칭(impedance matching)은 일렉트로닉스에서 전기 부하의 입력 임피던스 또는 그와 일치하는 소스의 출력 임피던스를 설계하기 위한 방법으로, 부하의 시그널 리플렉션(signal reflection)을 최소화하거나 전력 공급을 최대화하기 위해 사용된다. 여기서의 소스는 신호원 또는 전원을 의미한다.
복소 소스 임피던스 ZS와 부하 임피던스 ZL의 경우, 최대 전력 공급은 다음의 식을 통해 구할 수 있다:
{\displaystyle Z_{\mathrm {S} }=Z_{\mathrm {L} }^{*}\,}
여기에서 별표는 변수의 복소켤레를 뜻한다. ZS가 송전선의 특성 임피던스를 나타내는데, 여기에서 최소 리플렉션은 다음의 식을 통해 구할 수 있다:
{\displaystyle Z_{\mathrm {S} }=Z_{\mathrm {L} }\,}
임피던스 매칭의 개념은 전기공학에서 최초로 응용한 것을 볼 수 있지만, 굳이 전기가 아니더라도 에너지의 일종에도 응용이 가능하며 소스와 부하 사이에 전송된다. 임피던스 매칭의 대안으로는 임피던스 브리지가 있으며 여기서 부하 임피던스는 소스 임피던스 보다 훨씬 더 큰 것으로 선택되며 전력 보다 전압 전송을 극대화하는 것이 목표이다.

## 같이 보기
- 일률